# Kotakaia
Kotakaia is een geslacht van uitgestorven weekdieren uit de klasse van de Gastropoda (slakken).

## Soort
- Kotakaia simplex Beu, 1988 †